# Clément Metézeau
Clément Metézeau, conosciuto anche col nome di Clément II Métezeau (Dreux, 6 febbraio 1581 – Parigi, ottobre 1652), è stato un ingegnere e architetto francese.

## Biografia

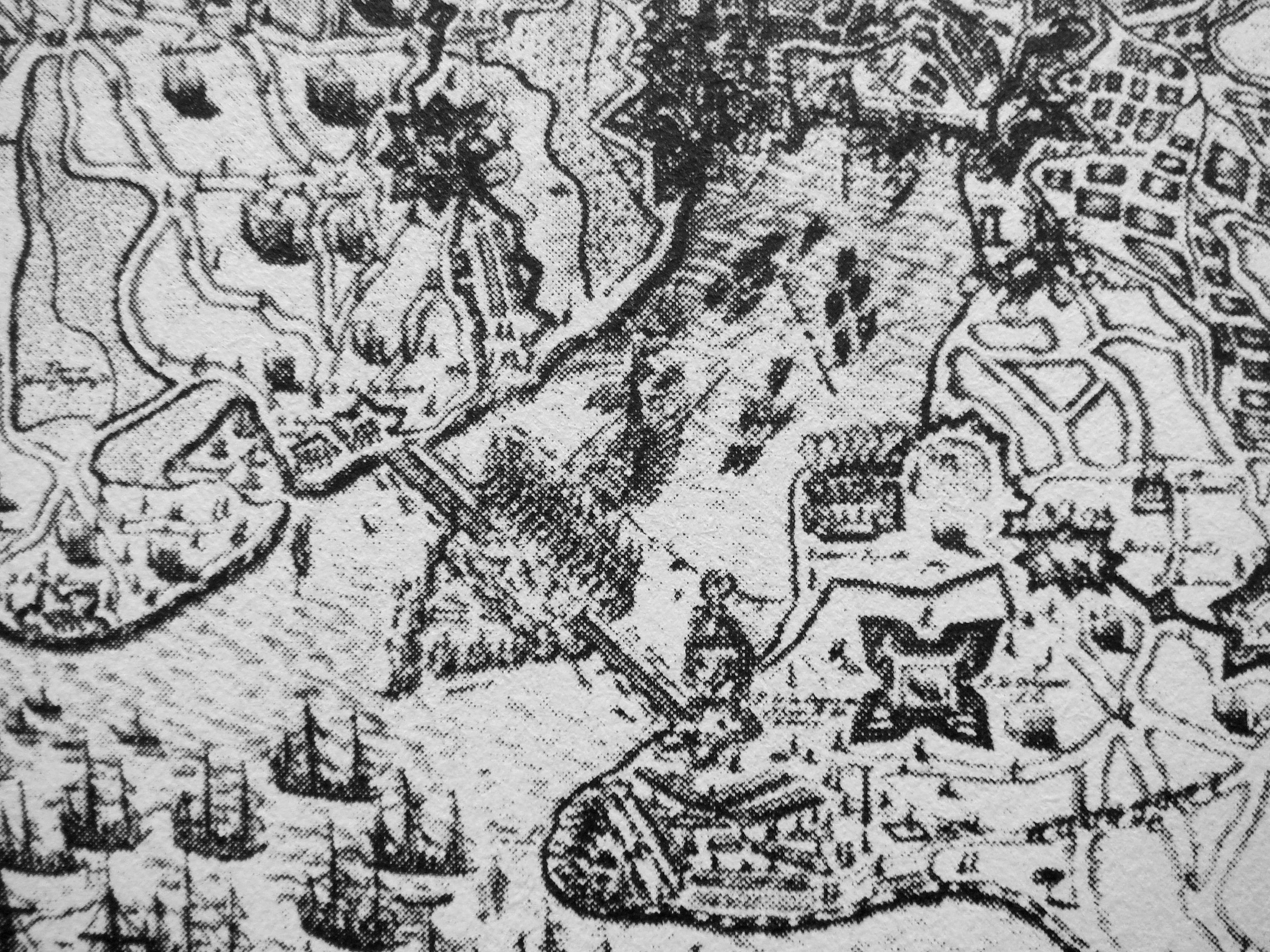
Mappa dell'Assedio di La Rochelle. È visibile il muro progettato da Clément Metézeau.

Clément Metézeau nacque a Dreux (attuale dipartimento dell'Eure-et-Loir), il 6 febbraio 1581 e fu un architetto che si pose al servizio di Luigi XIII, nonché ingegnere militare.
Egli divenne famoso soprattutto per la creazione del muro marino sfruttato per bloccare l'accesso al porto della città di La Rochelle durante l'assedio del 1627-1628.
L'idea iniziale era quella di bloccare il canale che conduceva al porto di La Rochelle di modo da fermare ogni rifornimento alla piazzaforte e per questo venne chiamato l'ingegnere italiano Pompeo Targone, ma le sue strutture si ruppero durante l'inverno a causa delle pessime condizioni climatiche. Il fatto minacciava il fallimento dell'operazione e come tale Clément Metézeau venne chiamato a riprogettarle.

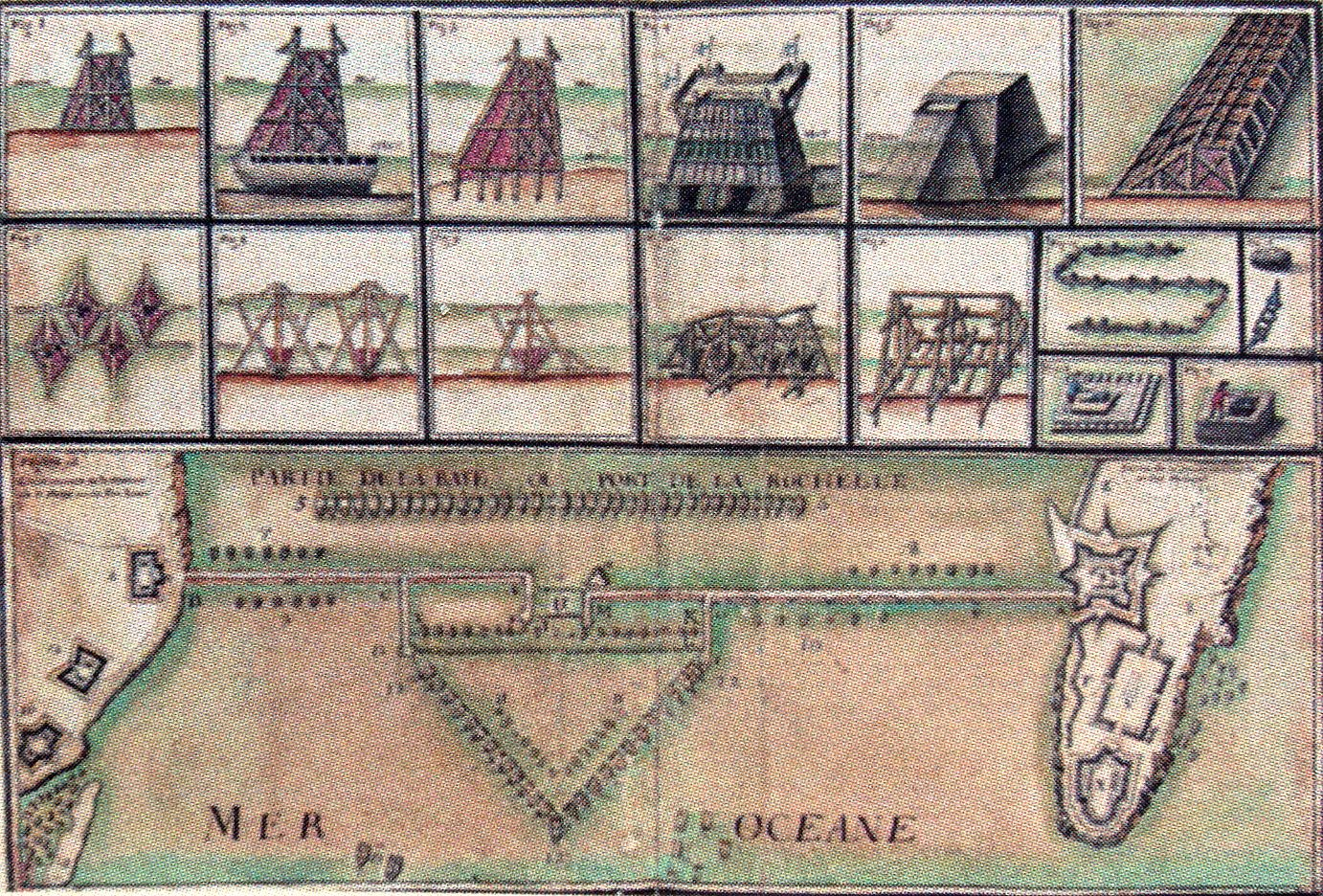
Il muro marino di Metézeau nell'Assedio di La Rochelle.

Il muro venne ricostruito sulla sommità di scogli sommersi e fissato poi con delle macerie e del calcestruzzo. La costruzione coinvolse un totale di 4.000 uomini per una lunghezza totale di 1,4 chilometri. L'artiglieria francese installata su questo muro marino venne utilizzata contro le navi inglesi che tentavano di portare supporto alla città ugonotta di La Rochelle.
Al termine degli scontri, l'abilità di Metezeau venne premiata con la concessione di importanti commissioni: dopo il progetto del Palais du Luxembourg per Maria de Medici egli venne inviato a Firenze presso l'architetto di corte Salomon de Brosse per fare dei progetti per il rifacimento di Palazzo Pitti.
Clément Metézeau costruì anche la facciata classicheggiante della chiesa dei Santi Gervaso e Protaso di Parigi nel 1621.